# Павел (Карвелис)
Митрополи́т Па́вел (греч. Μητροπολίτης Παύλος в миру Гео́ргиос Карве́лис греч. Γεώργιος Καρβέλης; 1922, Неос-Еринеос — 29 января 1993, Греция) — епископ Элладской православной церкви, митрополит Айяский и Сикурионский (1991—1993).

## Биография
Родился в 1922 году в Неос-Еринеосе в Греции.
В 1948 году окончил богословский факультет Афинского университета.
В 1955 году был последовательно хиротонисан в сан диакона и пресвитера после чего был проповедником и преподавателем религоведения.
18 декабря 1968 года состоялась его архиерейская хиротония в митрополита Парамитийского, Фильятеского, Гиромерийского и Паргаского. 13 июля 1974 года был отстранён от управления митрополией.
18 июля 1974 года назначен титулярным митрополитом Амиклонским.
10 сентября 1991 года был избран митрополитом Айяским и Сикурионским.
Скончался 29 января 1993 года. Был погребён в Введенском монастыре в местечке Миртья.